# Conselho Europeu de Organizações Céticas
O Conselho Europeu de Organizações Céticas (ECSO, na sigla em inglês de European Council of Skeptical Organisations) é uma organização guarda-chuva que reúne diversas organizações céticas na Europa.

## Objetivos
Fundada em 25 de setembro de 1994, a ECSO visa coordenar as atividades de indivíduos e organizações envolvidas na investigação crítica de afirmações pseudocientíficas ou relacionadas a observações de fenômenos paranormais, e divulgar os resultados destas investigações ao grande público. Ela busca continuar a série de Congressos Céticos Europeus que precederam a sua fundação e apóia um congresso e um simpósio bienais.
O regimento do Conselho Europeu de Organizações Céticas afirma que ele busca

1) Proteger o público da promulgação de alegações e terapias que não foram sujeitas a testes críticos e por isso podem ser perigosos.
2) Investigar por meio de testes e experimentos controlados estas alegações extraordinárias que estão à margem ou contradizem o conhecimento científico corrente. Isto aplica-se em particular a fenômenos comumente identificados como "paranormais" ou "pseudocientíficos". No entanto, nenhuma alegação, explicação ou teoria será rejeitada anteriormente à avaliação objetiva.
3) Promover políticas públicas baseadas em boas práticas em ciência e medicina.

O regimento foi assinado por Amardeo Sarma (GWUP), Michael Howgate (UK Skeptics), Miguel Angel Sabadell (ARP-SAPC), Paul Kurtz (CSICOP), Tim Trachet (SKEPP), Arlette Fougnies (Comité Para) e Cornelis de Jager (Stichting Skepsis).

## Estrutura

### Conselho

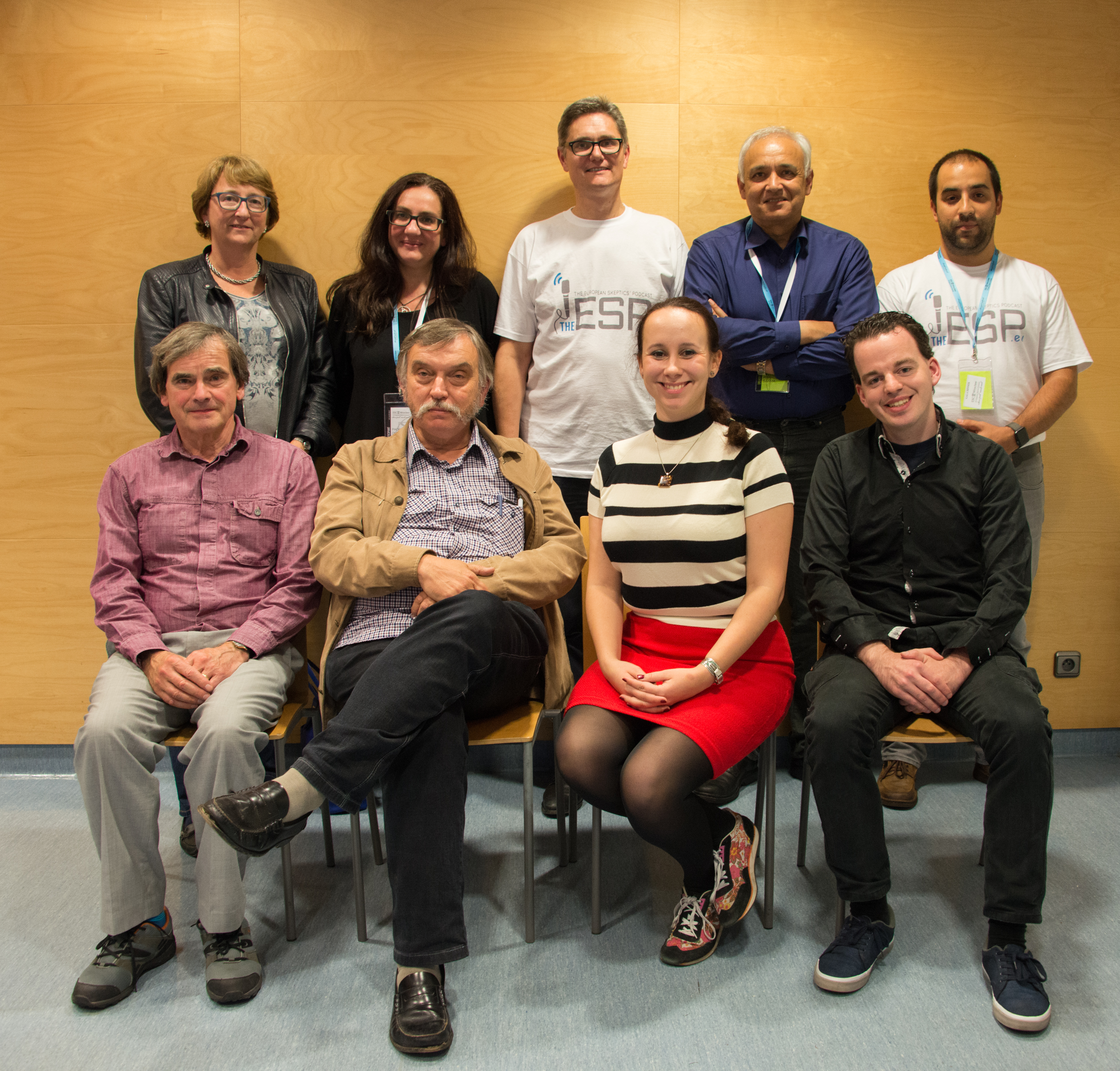
O conselho reunido em Breslávia, no ESC 2017.
Atrás: de Jong, De Gobbi, Böckman, Sarma, Pintér.
Na frente: Heap, Trachet, Klingenberg, Korteweg.

Cornelis de Jager foi o primeiro diretor do conselho até 2001, quando foi substituído por Amardeo Sarma (2001-2013). Gábor Hraskó foi o terceiro Diretor do Conselho, de 2013 a 2017, e desde setembro de 2017 o conselho da ECSO é composto de:
- Claire Klingenberg (Sysifos) – Presidente
- Tim Trachet (SKEPP) – Vice Presidente
- Amardeo Sarma (GWUP) – Tesoureiro
- Paola de Gobbi (CICAP) – Membro
- Pontus Böckman (VoF) – Membro
- Catherine de Jong (VtdK) – Membro Associado
- Leon Korteweg (DVG) – Membro Associado
- Michael Heap (ASKE) – Membro Associado
- András Pintér (SzT) – Membro Associado

### Organizações membros
A ECSO reúne os seguintes grupos céticos:
| Nome local                                                                                  | Tradução do nome                                                                       | Abrev.      | Fundação | Região        | Observações                                    |
| ------------------------------------------------------------------------------------------- | -------------------------------------------------------------------------------------- | ----------- | -------- | ------------- | ---------------------------------------------- |
| Alternativa Racional a las Pseudociencias - Sociedad para el Avance del Pensamiento Crítico | Alternativa Racional às Pseudociências - Sociedade para o Avanço do Pensamento Crítico | ARP-SAPC    | 1986     | Espanha       | Membro fundador.                               |
| Association for Skeptical Enquiry                                                           | Associação para a Investigação Cética                                                  | ASKE        | 1997     | Reino Unido   |                                                |
| Association française pour l'information scientifique                                       | Associação Francesa de Informação Científica                                           | AFIS        | 1968     | França        | Membro desde 2001.                             |
| Comitato Italiano per il Controllo delle Affermazioni sulle Pseudoscienze                   | Comitê Italiano para a Investigação de Alegações das Pseudociências                    | CICAP       | 1989     | Itália        |                                                |
| Comité belge pour l'Analyse Critique des parasciences                                       | Comitê Belga para a Análise Crítica das Paraciências                                   | Comité Para | 1949     | Bélgica       | Serve a Valônia e Bruxelas. Membro fundador.   |
| Círculo Escéptico                                                                           | Círculo Cético                                                                         | CE          | 2006     | Espanha       |                                                |
| Föreningen Vetenskap och Folkbildning                                                       | Ciência e Iluminação Popular / Associação Sueca de Céticos                             | VoF         | 1982     | Suécia        |                                                |
| Gesellschaft zur wissenschaftlichen Untersuchung von Parawissenschaften                     | Sociedade para a Investigação Científica das Paraciências                              | GWUP        | 1987     | D-A-CH        | Baseada em Roßdorf, Alemanha. Membro fundador. |
| Irish Skeptics Society                                                                      | Sociedade Irlandesa de Céticos                                                         | ISS         | 2002     | Irlanda       |                                                |
| Observatoire Zététique                                                                      | Observatório Zetético                                                                  | OZ          | 2003     | França        | [ 10 ]                                         |
| Skepsis ry                                                                                  | Skepsis                                                                                | Skepsis     | 1987     | Finlândia     |                                                |
| Skeptiker Schweiz – Verein für kritisches Denken                                            | Céticos Suíços - Associação para Pensamento Crítico                                    | Skeptiker   | 2012     | Suíça         | [ 11 ]                                         |
| Stichting Skepsis                                                                           | Fundação Skepsis                                                                       | Skepsis     | 1987     | Países Baixos | Membro fundador.                               |
| Studiekring voor de Kritische Evaluatie van Pseudowetenschap en het Paranormale             | Círculo de Estudos para a Avaliação Crítica de Pseudociências e do Paranormal          | SKEPP       | 1990     | Bélgica       | Serve a Flandres e Bruxelas. Membro fundador.  |
| Szkeptikus Társaság                                                                         | Sociedade Cética Húngara                                                               | SzT         | 2006     | Hungria       |                                                |
| Vereniging tegen de Kwakzalverij                                                            | Associação contra o Charlatanismo                                                      | VtdK        | 1881     | Países Baixos | Sem associação formal.                         |
| Český klub skeptiků Sisyfos                                                                 | Clube Tcheco de Céticos Sisyfos                                                        | Sisyfos     | 1995     | Chéquia       |                                                |

Além destes, o Comitê para a Investigação Cética (CSI, antiga CSICOP), cujo fundador Paul Kurtz esteve ativamente envolvido em sua formação (especialmente porque a revista Skeptical Inquirer tinha muitos assinantes na Europa), e a Sociedade Israelita de Céticos são membros associados da ECSO.

## Congresso Cético Europeu

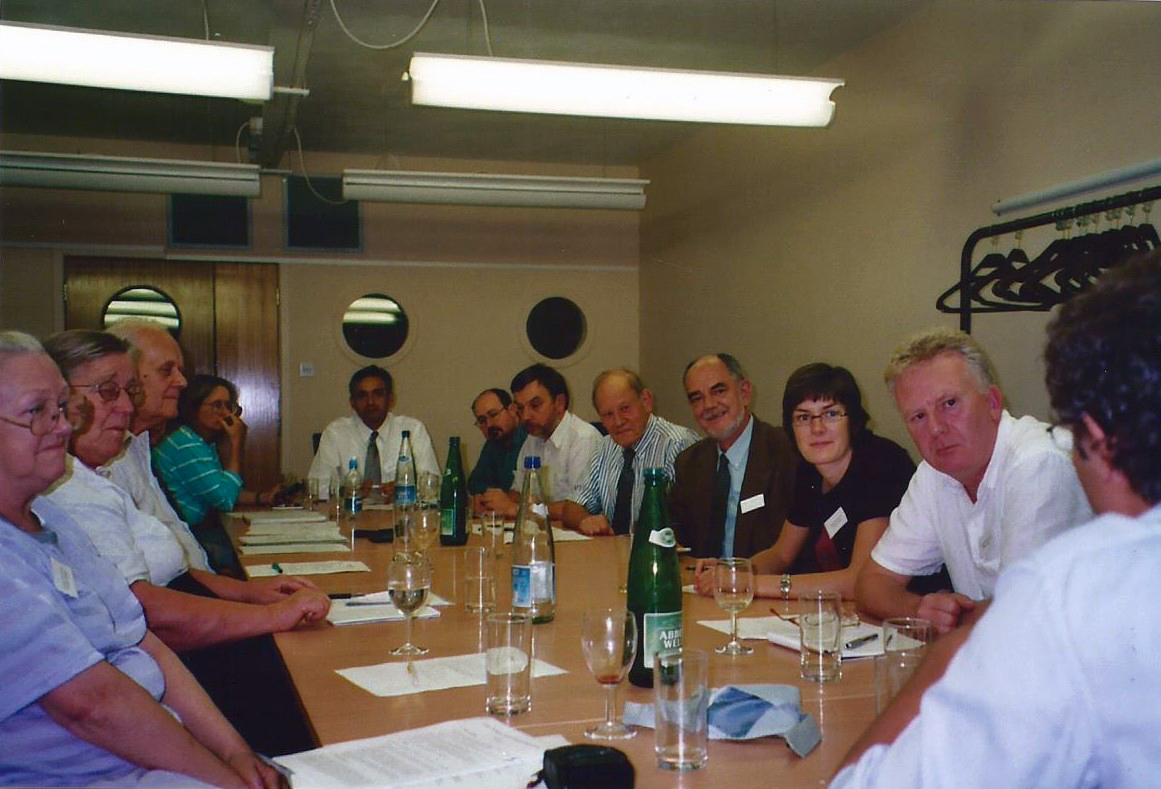
Conselhor da ECSO e membros do CSICOP se encontrando no 11º Congresso Europeu de Céticos em 2003 em Londres

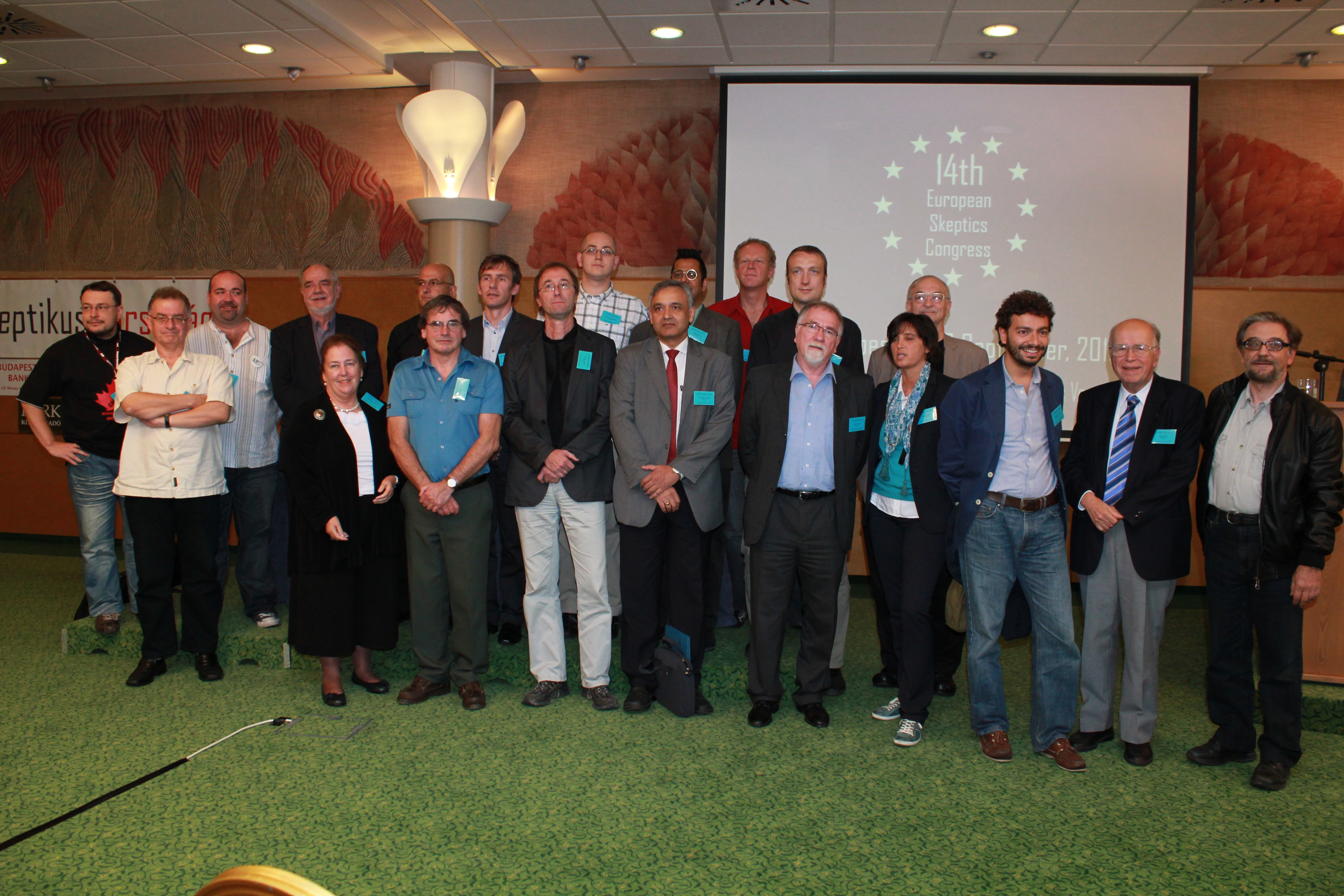
Palestrantes no 14º Congresso Europeu de Céticos em Budapeste

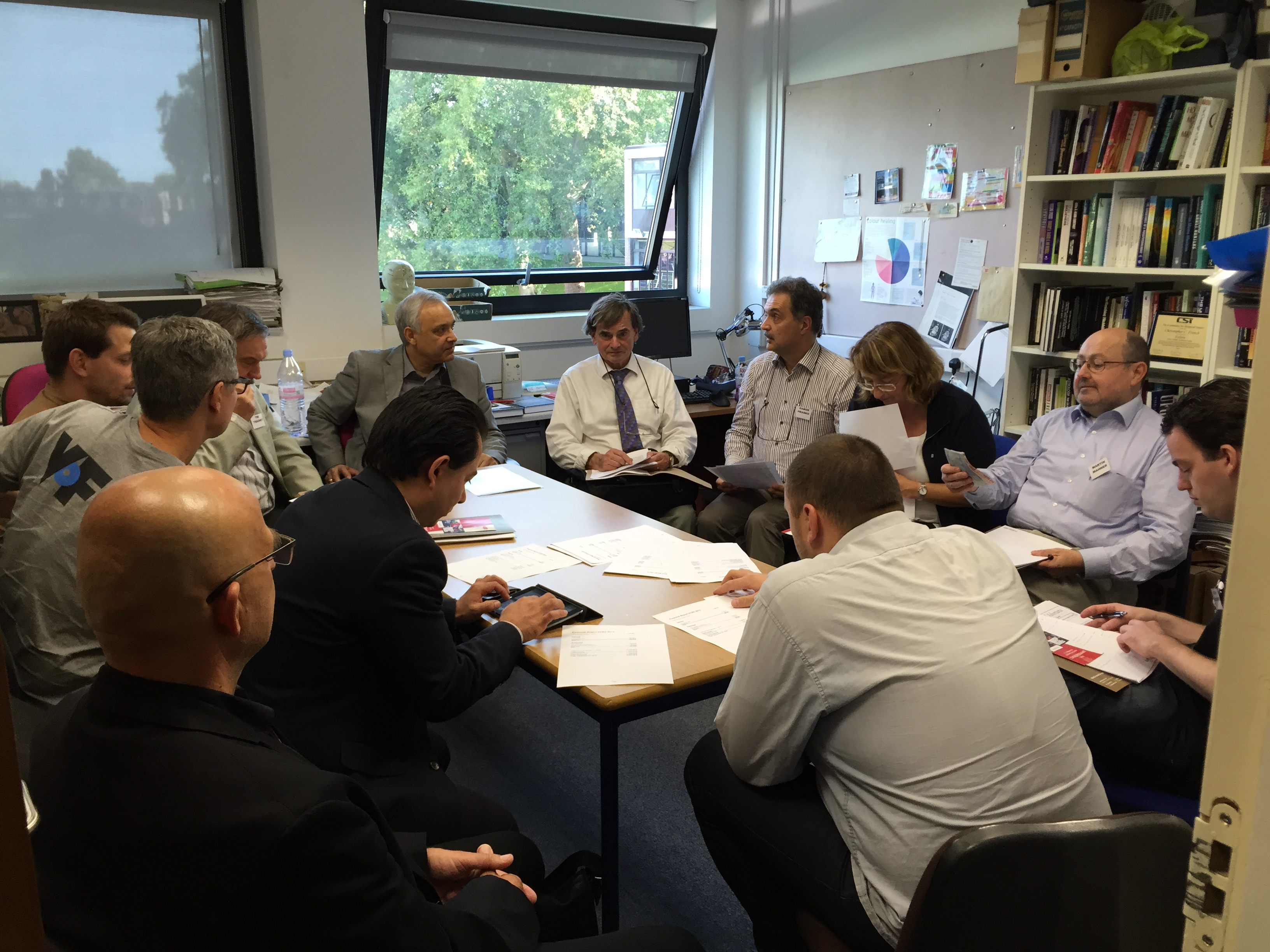
Reunião dos representantes das organizações membras da ECSO no Congresso Europeu de Céticos em 2015 em Londres

Congressos Céticos Europeus (ESC, a sigla do inglês European Skeptical Congress), nos quais organizações céticas de diversos países europeus participam, vem sendo realizados desde 1989. As Conferências costumam ser realizadas no mês de setembro, e podem durar de dois a quatro dias. A ECSO foi formada no 6º congresso, em 25 de setembro de 1994 em Oostende, na Bélgica. Desde a sua fundação, a ECSO coordena a organização dos novos congressos, que são realizados em média a cada dois anos, cada vez hospedado por uma organização membro. Organizações céticas que não são membras do ECSO também podem enviar delegações. ESCs do passado foram:
| Evento                         | Data                      | Cidade        | País               | Observações                                                                              |
| ------------------------------ | ------------------------- | ------------- | ------------------ | ---------------------------------------------------------------------------------------- |
| 1º European Skeptics Congress  | 5–7 de maio de 1989       | Bad Tölz      | Alemanha Ocidental |                                                                                          |
| 2º European Skeptics Congress  | 10–11 de agosto de 1990   | Bruxelas      | Bélgica            |                                                                                          |
| 3º European Skeptics Congress  | 4–5 de outubro de 1991    | Amsterdão     | Países Baixos      |                                                                                          |
| 4º European Skeptics Congress  | 17–19 de julho de 1992    | Saint-Vincent | Itália             |                                                                                          |
| 5º European Skeptics Congress  | 29–31 de agosto de 1993   | Keele         | Reino Unido        | Tema: "Ciência para a Vida: Saúde, Medicina e Bem-estar". Organizada pela UK Skeptics.   |
| 6º European Skeptics Congress  | 23–25 de setembro de 1994 | Oostende      | Bélgica            | Tema: "Ciência, Pseudociência e o Meio Ambiente". Formação da ECSO.                      |
| 7º European Skeptics Congress  | 4–7 de maio de 1995       | Roßdorf       | Alemanha           |                                                                                          |
| 8º European Skeptics Congress  | 4–7 de setembro de 1997   | Corunha       | Espanha            |                                                                                          |
| 9º European Skeptics Congress  | 17–19 de setembro de 1999 | Maastricht    | Países Baixos      | Hospedado pela Stichting Skepsis                                                         |
| 10ºEuropean Skeptics Congress  | 7–9 de setembro de 2001   | Praga         | Chéquia            | Tema: "Crescimento e Desenvolvimento de Crenças Paranormais na Europa Oriental"          |
| 11º European Skeptics Congress | 5–7 de setembro de 2003   | Londres       | Reino Unido        |                                                                                          |
| 12º European Skeptics Congress | 13–15 October 2005        | Bruxelas      | Bélgica            | Tema: "Pseudociência, Medicina Alternativa e a Mídia"                                    |
| 13º European Skeptics Congress | 7–9 de setembro de 2007   | Dublin        | Irlanda            | Tema: "O Ataque à Ciência: Construindo uma Resposta" Mais de 100 participantes.          |
| 14º European Skeptics Congress | 17–19 de setembro de 2010 | Budapeste     | Hungria            | [ 22 ]                                                                                   |
| 15º European Skeptics Congress | 22–25 de agosto de 2013   | Estocolmo     | Suécia             | Tema: "ESCape para a Claridade!"                                                         |
| 16º European Skeptics Congress | 10–13 de setembro de 2015 | Londres       | Reino Unido        | Organizado pela Association for Skeptical Enquiry e Anomalistic Psychology Research Unit |
| 17º European Skeptics Congress | 22-24 de setembro de 2017 | Breslávia     | Polónia            | Será organizado pelo Klub Sceptyków Polskich e Czech Skeptics Club Sisyfos               |

## Mais informações
O Diretor de Conselho Gábor Hraskó afirmou em uma entrevista em 2015 que os objetivos da ECSO são primeiro encontrar quem são todos os líderes ativos para os vários grupos europeus. Muitos desapareceram, outros ainda estão ativos, mas com novas lideranças, e é importante "estabelecer redes". Na conferência de 2015, em Londres, Hraskó disse ter aprendido muito sobre organização com os grupos céticos britânicos. Eles operam de forma diferente dos europeus continentais, onde costuma haver um grupo que comanda tudo. Os grupos britânicos são todos independentes e atuam mais em nível local, mas acabam trabalhando juntos em grandes conferências e projetos. A conferência de 2017 será com os céticos poloneses e tchecos. Hraskó afirmou que os céticos tchecos desapareceram por algum tempo, e ele espera que eles tenham se reorganizado e que eles e os céticos poloneses formalizem os planos para a conferência de 2017.
O Clube Polonês de Céticos, em cooperação com o Clube Tcheco de Céticos Sisyfos, organizou o 17º Congresso Cético Europeu na Breslávia, Polônia. O primeiro local lhes negou a realização do congresso por motivos religiosos, então eles tiveram que alterar a locação para a Faculdade de Direito, Administração e Economia da Universidade de Wrocław.
Catherine de Jong afirmou que a existência de uma organização supervisionando todos os grupos céticos europeus ajuda a disseminar informações quando um palestrante de medicina alternativa está planejando uma turnê européia. Ela deu o exemplo do curandeiro de fé Peter Popoff tendo planejado uma turnê européia. O cético britânico Michael Marshall conseguiu contactar a ECSO, que por vez foi capaz de notificar todos os líderes dos demais grupos, possibilitando que eles compartilhassem informações e planejassem como lidar com os eventos.

## Prêmios
Durante o 6º Congresso Mundial de Céticos (Berlim, 18–20 de maio de 2012), co-patrocinado pela ECSO, a GWUP e o Comitê para a Investigação Cética (CSI), a ECSO apresentou o "Prêmio de Cético Excepcional" a Wim Betz (SKEPP) e Luigi Garlaschelli (CICAP) "em reconhecimento à dedicação e excepcionais contribuições para a promoção da ciência e investigação de alegações extraordinárias". Simultaneamente, o CSI apresentou a Simon Singh e Edzard Ernst o "Prêmio em Elogio à Razão" "em reconhecimento à distinta contribuição ao uso da investigação crítica, evidência científica, e razão ao avaliar alegações de conhecimento".